# Inselrat von Ascension

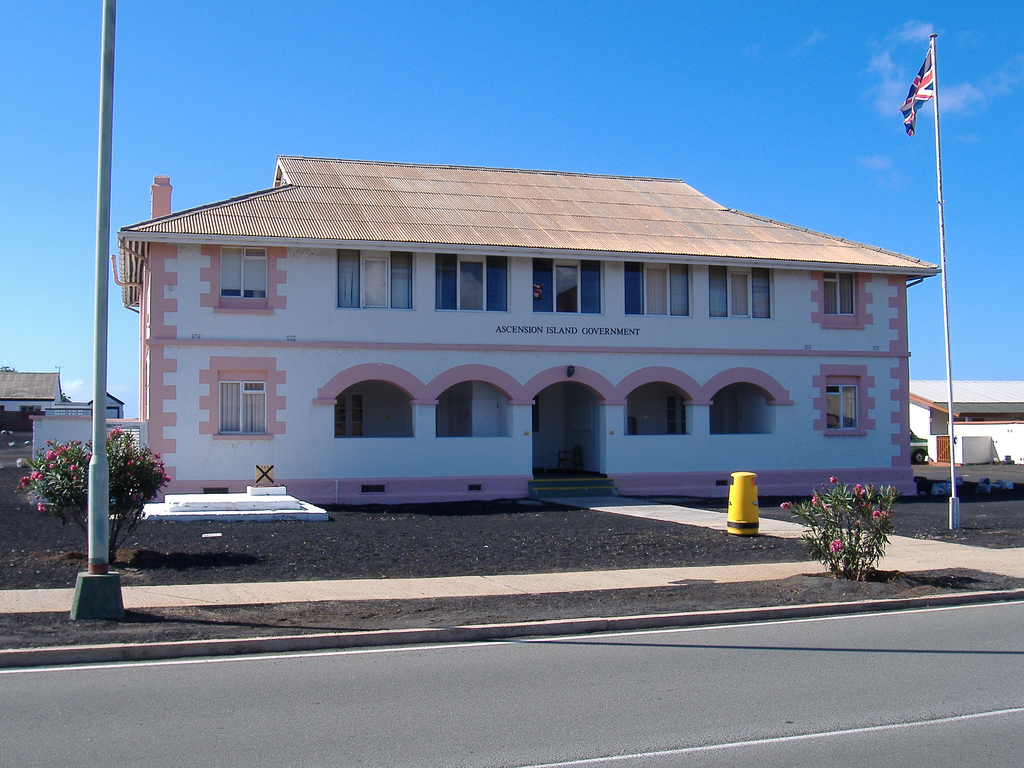
Government House

Der Inselrat von Ascension (englisch Island Council) ist seit dem 1. November 2002 das Parlament im Einkammersystem von Ascension, einem gleichberechtigten Teil des Britischen Überseegebietes St. Helena, Ascension und Tristan da Cunha. Der Rat hat seinen Sitz im Government House in der Hauptstadt Georgetown.
Seine Aufgabe besteht in einer beratenden Tätigkeit für den Administrator von Ascension.
Die letzte Wahl fand 2019 statt.

## Abgeordnete
Das Parlament besteht aus fünf oder sieben Mitgliedern. Der Administrator steht dem Inselrat, in Abwesenheit des Gouverneurs, vor.
7. Inselrat von 2022 bis 2025:
- Kerry Ann Benjamin (seit 20. Oktober 2022)
- Kyla Benjamin (seit 20. Oktober 2022)
- Douglas Gordon Miller (seit 4. März 2021)
- Alan Herbert Nicholls (seit 26. September 2019)
- Laura Maria Shearer (seit 20. Oktober 2022)